# Brion (Maine-et-Loire)
Brion korábbi község Franciaország Loire mente régiójában, Maine-et-Loire megyében. 2016. január 1-jén Fontaine-Guérin és Saint-Georges-du-Bois községgel egyesült és Les Bois d’Anjou új község része lett.
Lakosainak száma 1196 fő (2018. január 1.). Brion Beaufort-en-Anjou, Cuon, Les Bois d’Anjou, La Lande-Chasles és Longué-Jumelles községekkel határos.

## Népesség
A település népességének változása:
| Lakosok száma | 1109 | 1087 | 875  | 916  | 1021 | 1099 | 1155 | 1175 | 1205 | 1196 |
|               | 1962 | 1968 | 1982 | 1990 | 1999 | 2008 | 2011 | 2013 | 2017 | 2018 |